# Divoké včely
Divoké včely je český celovečerní hraný film, který natočil v roce 2001 debutující režisér Bohdan Sláma podle vlastního scénáře. Je sérií tragikomických výjevů odehrávajících se v mikrosvětě zapadlé vesnice na severu Moravy a syrově popisuje zdejší nudu, bezvýchodnost, nezaměstnanost a závislost na alkoholu a hracích automatech. Film se natáčel v Albrechticích u Rýmařova, Ondrášově a Jiříkově.

## Děj
Hlavním hrdinou je Kája, nesmělý, naivní a dobrosrdečný mladík, který pracuje v rodné vesnici jako lesní dělník. Žije s otcem, železničářem a svérázným asketickým filosofem, a despotickou babičkou. Je platonicky zamilovaný do Božky, prodavačky v místním obchodě. Ta je však zasnoubená s Laďou, který je jako majitel motocyklu a imitátor Michaela Jacksona největší místní celebritou. Situace se změní poté, co přijede na návštěvu Kájův starší bratr, který v Praze zbohatl.

## Obsazení
- Zdeněk Raušer (Kája)
- Miloš Černoušek (Kájův otec)
- Eva Tauchenová (Kájova babička)
- Marek Daniel (Kájův bratr Petr)
- Tatiana Vilhelmová (Božka)
- Zuzana Kronerová (Božčina matka)
- Jan Brejla (Božčin bratr)
- Pavel Liška (Laďa)
- Vanda Hybnerová (Jana)
- Jaroslav Dušek (hajný)
- Marie Ludvíková (hospodská)
- Tomáš Matonoha (Petrův kamarád)
- Alena Ambrová (Aťka)

## Přijetí
Film byl za Českou republiku nominován na Oscara za nejlepší cizojazyčný film, nepostoupil však do užšího výběru. Na festivalu Finále Plzeň získal Bohdan Sláma cenu za nejlepší debut, na mezinárodním filmovém festivalu v Rotterdamu obdržel VPRO Tiger Award. Zuzana Kronerová dostala Českého lva za nejlepší výkon ve vedlejší ženské roli. Kritika srovnávala poetiku Divokých včel s ranými filmy Miloše Formana, ocenila autentické vystižení venkovského prostředí i existenciální přesah, vadil však řídký děj a nevyrovnanost obsazení, které tvořily osvědčené hvězdy i místní neherci. Tomáš Odaha píše: „(...) asi není velkým překvapením, že kvality tohoto mimořádného snímku, jehož odkaz lze vysledovat například u kritikou mnohem vřeleji přijatých snímků typu Mistři či Nuda v Brně, pro které Divoké včely tak trochu nevděčně vyšlapaly cestu, nebyly dodnes doceněny tak, že pro Bohdana Slámu nebylo jiné možnosti než zásadně pozměnit ba devalvovat vysoce nastavenou laťku a natočit svůj druhý snímek Štěstí v sentimentálně chytlavé tónině, jež je ovšem přijatelnější pro mnohem širší divácký okruh.“